# Peter Goddard

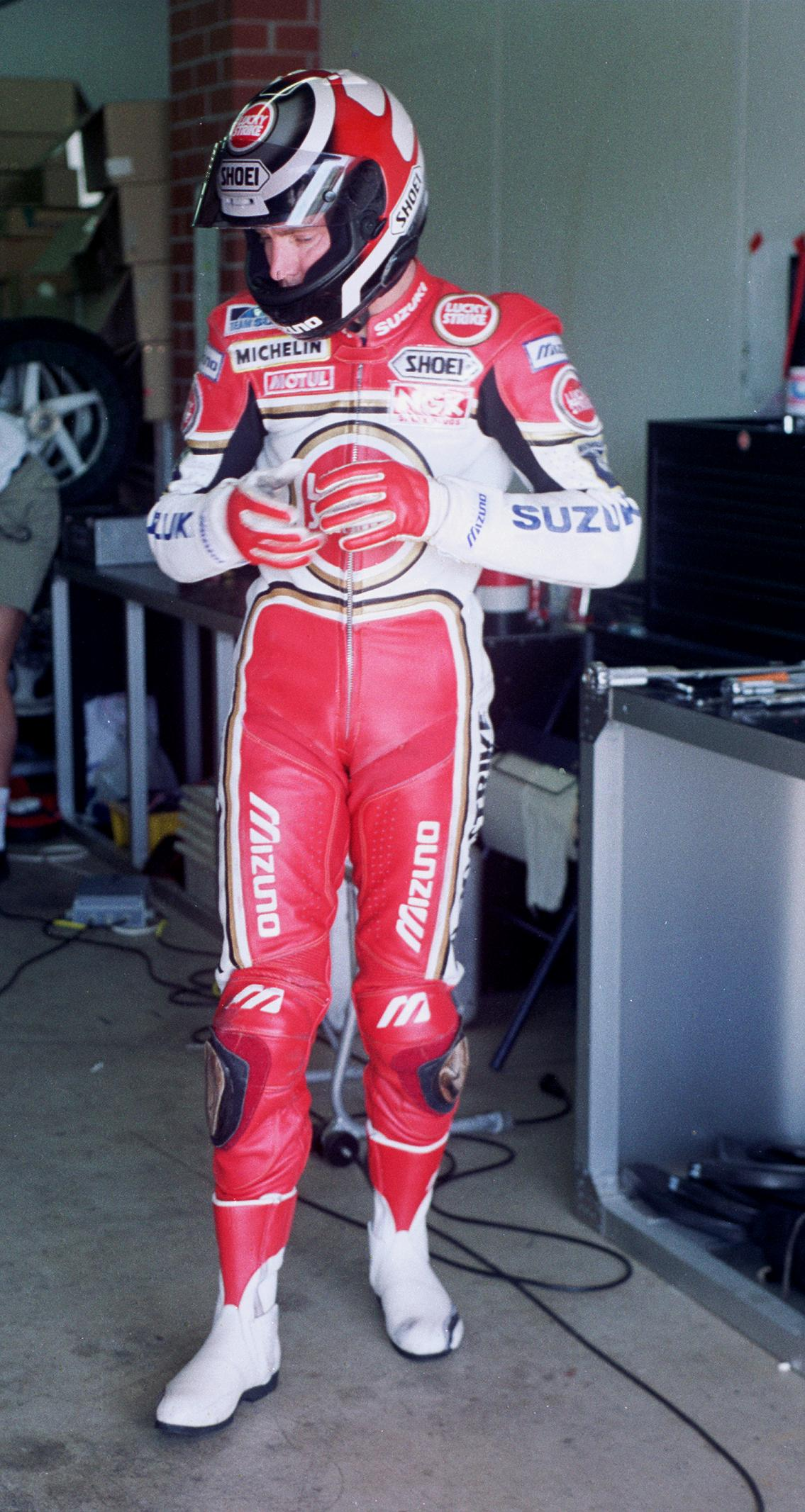
Peter Goddard tijdens de Grand Prix van Australië 1993.

Peter Goddard (Mildura, 28 juni 1964) is een Australisch voormalig motorcoureur.

## Carrière
Goddard reed op vijfjarige leeftijd voor het eerst op een motorfiets. In 1982 begon hij zijn motorsportcarrière in het dirttrack. Hij werd dat jaar eerste in het Australische 125 cc-kampioenschap en tweede in het Australische 250 cc-kampioenschap. In 1984 debuteerde hij in het wegrace, waarin hij in 1988 op een Moriwaki uitkwam in de Formule I-klasse van het All Japan Road Race Championship. In 1989 kwam hij voor Yamaha uit in het Australisch kampioenschap superbike. Ook debuteerde hij dat jaar in het wereldkampioenschap superbike in de weekenden op Oran Park en Manfeild. Hij behaalde hierin direct zijn eerste zege op Oran Park. In 1990 reed hij, naast het Australisch kampioenschap superbike, in drie weekenden van het wereldkampioenschap op Sugo, Shah Alam en Phillip Island. Op Sugo behaalde hij een podium, terwijl hij op Phillip Island zijn tweede overwinning behaalde. Verder debuteerde hij in de 500 cc-klasse van het wereldkampioenschap wegrace als wildcardcoureur op een Yamaha in de seizoensafsluiter in Australië, waarin hij achtste werd.
In 1991 stapte Goddard over naar de 500 cc-klasse van het Japans kampioenschap wegrace, waarin hij de titel won. Verder reed hij in de Grand Prix van Japan in het WK 500 cc, waarin hij vijftiende werd. Ook nam hij deel aan het WK superbike-weekend op Sugo, waarin hij in de eerste race vierde werd, maar in de tweede race uitviel. In 1992 reed hij een volledig seizoen in het WK 500 cc op een ROC Yamaha. Een vijfde plaats in Groot-Brittannië was zijn beste resultaat en hij werd met 18 punten vijftiende in de eindstand. In 1993 keerde hij terug naar het Japanse 500 cc-kampioenschap, waarin hij ditmaal voor Suzuki reed. Verder reed hij in het WK 500 cc in de Grand Prix van Australië, maar kwam hierin niet aan de finish.
In 1994 keerde Goddard terug naar het Australisch kampioenschap superbike bij Suzuki, waarin hij drie seizoenen actief bleef. In 1996 won hij de titel in deze klasse. Verder nam hij in 1994 deel aan het WK superbike-weekend op Phillip Island, in 1995 in het weekend op Sentul en in 1996 wederom in het weekend op Phillip Island. Hij kwam in alle races tot scoren, met een vijfde plaats in 1996 als beste resultaat. Ook reed hij in 1996 in de Grand Prix van Australië, waarin hij tiende werd.
In 1997 kwam Goddard uit in het FIM Endurance World Championship bij Suzuki. Samen met Doug Polen werd hij kampioen in deze klasse. Ook won hij samen met Polen en Juan-Éric Gomez de 24 uur van Le Mans Moto. Daarnaast nam hij deel aan het weekend op Phillip Island van het WK superbike, maar kwam in geen van beide races aan de finish. Tevens reed hij in vier races van het WK 500 cc als vervanger van de geblesseerde Anthony Gobert. Hierin was een negende plaats in Australië zijn beste resultaat. In 1998 reed hij zijn eerste volledige seizoen in het WK superbike. Een vierde plaats in Phillip Island was zijn beste resultaat en hij werd met 155 punten negende in het kampioenschap. Dat jaar won hij ook samen met Terry Rymer en Brian Morrison de Bol d'Or. In 1999 stapte hij binnen het WK superbike over naar Aprilia, waarin ditmaal een vijfde plaats in Nürburg zijn beste klassering was. Met 84 punten werd hij twaalfde in de eindstand.
In 2000 stapte Goddard over naar het Brits kampioenschap superbike, waarin hij op een Kawasaki acht races reed. Een zevende plaats op Donington Park was zijn beste resultaat en hij werd met 37 punten achttiende in het klassement. Hierna keerde hij terug in het WK superbike als vervanger van de geblesseerde Kawasaki-coureur Gregorio Lavilla tijdens vier raceweekenden. Twee zesde plaatsen in Valencia waren zijn beste resultaten en hij eindigde met 42 punten op plaats 22 in het kampioenschap. In 2001 reed hij in de tweede seizoenshelft van het WK superbike voor de nieuwe fabrikant Benelli. Twee dertiende plaatsen op Brands Hatch en Imola waren zijn beste klasseringen en hij eindigde met 7 punten op plaats 36 in de rangschikking. In 2002 reed hij in tien van de dertien weekenden en was een elfde plaats in Assen zijn beste resultaat. Met 23 punten eindigde hij op plaats 22 in het klassement. Na dit seizoen stopte hij als motorcoureur.